# Ligeophila stigmatoptera
Ligeophila stigmatoptera es una especie de orquídea de hábitos terrestres.  Es originaria de México hasta Bolivia.

## Descripción
Es una orquídea de pequeño tamaño, que prefiere el clima cálido. Es de hábitos terrestres con un grueso tallo glabro de color marrón rosado pálido moteado que lleva en el ápice, únicamente, las hojas de color verde con brillo aterciopelado, ligero el haz, más pálido y opaco el envés, elípticas con los márgenes ondulados y agudas. Florece en una inflorescencia terminal, corta, racemosa, pubescente con varias flores.

## Distribución y hábitat
Se encuentra en Colombia, Venezuela, Guyana, Guayana Francesa, Surinam, Perú y Brasil en alturas de alrededor de 140 a 1200 metros.

## Sinonimia
- Erythrodes juruenensis (Hoehne) Ames 1922
- Erythrodes stigmatoptera (Rchb.f.) Pabst 1957
- Physurus stigmatopterus Rchb.f. 1873[1]